# António Ribeiro
António Ribeiro (ur. 21 maja 1928 w Gandarela de Basta, zm. 24 marca 1998 w Lizbonie), portugalski duchowny katolicki, kardynał, patriarcha Lizbony.

## Życiorys
Syn José Ribeiro i Diany Gonçalves. Studiował w seminarium duchownym w Bradze oraz na Papieskim Uniwersytecie Gregoriańskim w Rzymie, gdzie uzyskał tytuł doktora teologii. Święcenia kapłańskie otrzymał 5 lipca 1953 roku. Przez wiele lat był profesorem filozofii moralnej, filozofii społecznej oraz psychologii społecznej w Instytucie Nauk Społecznych i Politycznych. Był autorem programów religijnych w telewizji i radiu, a także książek o tematyce społecznej. 3 lipca 1967 roku Paweł VI mianował go biskupem pomocniczym Bragi ze stolicą tytularną Tigillava. 6 czerwca 1969 roku został przeniesiony do Lizbony jako biskup pomocniczy, a 10 maja 1971 otrzymał nominację na patriarchę Lizbony. 5 marca 1973 kreowany kardynałem z tytułem prezbitera Sant’Antonio da Padova in Via Merulana przez Pawła VI. Długoletni przewodniczący Konferencji Episkopatu Portugalii.

## Źródła
- Wielka Encyklopedia Jana Pawła II, Edipresse Warszawa 2005, ISBN 83-60160-09-0.